# Lumber City (Geórgia)
Lumber City é uma cidade localizada no estado americano de Geórgia, no Condado de Telfair.

## Demografia
Segundo o censo americano de 2000, a sua população era de 1247 habitantes.
Em 2006, foi estimada uma população de 1208, um decréscimo de 39 (-3.1%).

## Geografia
De acordo com o United States Census Bureau tem uma área de 5,0 km², dos quais 5,0 km² cobertos por terra e 0,0 km² cobertos por água. Lumber City localiza-se a aproximadamente 42 m acima do nível do mar.

## Localidades na vizinhança
O diagrama seguinte representa as localidades num raio de 28 km ao redor de Lumber City.